# پارا (آب پخش کن)
پارا (آب پخش کن) مربوط به دوران‌های تاریخی پس از اسلام است و در سمنان، محدوده شهر، شهرک گلستان واقع شده و این اثر در تاریخ ۹ اردیبهشت ۱۳۸۲ با شمارهٔ ثبت ۸۶۱۶ به‌عنوان یکی از آثار ملی ایران به ثبت رسیده است.